# Бачинский, Геннадий Николаевич
Генна́дий Никола́евич Бачи́нский (1 сентября 1971, Яровое, Алтайский край — 12 января 2008, Калязинский район, Тверская область) — российский радио- и телеведущий, главный продюсер дирекции радиовещания ВГТРК, генеральный продюсер радио «MAXIMUM». Также был известен как музыкант, один из участников и создателей группы «Химера».

## Биография
Родился 1 сентября 1971 года в Яровое Алтайского края. Был пионером и комсомольцем и, по собственному признанию, «верил во всё то, что нам говорили».
Окончил Санкт-Петербургский государственный электротехнический университет "ЛЭТИ" им. В.И. Ульянова (Ленина), факультет автоматики и вычислительной техники.
Вместе с Эдуардом «Рэдтом» Старковым в качестве лидер-гитариста в 1990 году организовал группу «Депутат Балтики», впоследствии известную под названием «Химера». В составе коллектива записал альбомы «Сны кочегара», «Комиссар дымовой жандармерии», «Полупетроградская акустика», концертник «Кораблики» и прочие. Выполнял также функции менеджера «Химеры»; принимал участие в концертах группы.
С июня 1992 по 1994 год работал на радио «Полис».
С 1995 по 2001 год вместе с Сергеем Стиллавиным работал на радио «Модерн», с этого момента Бачинский и Стиллавин работали на всех радиостанциях совместно вплоть до гибели Бачинского.
С 29 сентября 2001 по 27 января 2002 года работал на «Русском радио».
Выступал вокалистом группы «Механические пианины», основанной в 2001 году.
С 18 февраля 2002 по 29 июня 2007 года вёл «Утреннее шоу» на радио «Максимум» в жанре «словесный беспредел».
2006 год — телеведущий в 20-серийном реалити-шоу «Голые стены» на канале ТНТ.
Был одним из ведущих рингсайда на шоу «Король ринга» на Первом канале (2007 год).
В конце апреля 2007 года получил премию «Радиомания-2007» в номинации «Лучшее утреннее шоу».
С сентября 2007 по январь 2008 года вёл утренний эфир на радио «Маяк».
С октября 2007 года работал на телешоу «Стенка на стенку».
В последние месяцы жизни стал уделять большое внимание православию, жертвовал деньги Клобукову монастырю, где он венчался, за неделю до гибели в эфире «Маяка» вышла рождественская передача с Бачинским. Как отмечается в посвящённом ему материале в журнале «Фома»: «…за последний год в его жизни произошло очень много изменений, и, как он сам не раз повторял, они во многом были связаны с тем, что он наконец нашёл свой путь к Богу».
13 января 2008 года он должен был отвечать на вопросы читателей журнала «Фома».

## Гибель
56°53′56″ с. ш. 38°05′11″ в. д.
Погиб в автокатастрофе на 37-м году жизни 12 января 2008 года в Тверской области на 69-м километре автодороги Р104 Калязин — Сергиев Посад между деревнями Нагорское и Воскресенское в 35 километрах от границы с Московской областью. Геннадий Бачинский на своём автомобиле Volkswagen Golf, решив обогнать грузовик, стал выполнять запрещённый правилами обгон по встречной полосе, в результате чего столкнулся с микроавтобусом Volkswagen Transporter, в котором находились три человека, получившие в результате столкновения тяжёлые травмы. 22 января Юлия Меркулова — одна из пострадавших — скончалась от осложнения.
Геннадий Бачинский от полученных травм скончался на месте. У него остались жена и двое детей. Был отпет в храме Петра и Павла Клобукова монастыря города Кашина.
15 января 2008 года похоронен на Троекуровском кладбище в Москве.
1 февраля 2008 года криминалистический центр Тверской области сообщил результаты экспертизы автомобиля Бачинского: «По предварительным данным можно предположить, что выезд Геннадия Бачинского на встречную полосу движения был спровоцирован неким внешним воздействием. Возможно, Бачинский не был виновен в ДТП». По одной из версий, аварии предшествовало лёгкое столкновение с грузовиком после обгона. Основная версия: «Бачинский выполнял обгон впереди идущего транспортного средства (фуры) с нарушением ПДД (обгон запрещён), в достаточно опасном месте, лёгкий спуск и резкий подъём, не хватило мощности двигателя для завершения манёвра. Экспертиза показала, что причиной стал взрыв переднего левого колеса, машину начало болтать и она вылетела в лоб микроавтобусу. Доли секунд, оба водителя ничего сделать не успели. Геннадий дышал после ДТП ещё 2 минуты».

## Семья
Первая жена — Марина (Маша) (род. 13 апреля 1972), дочь Екатерина (род. 27 апреля 1997).
Вторая жена — Юлия (род. 5 декабря 1976), дочь Елизавета (род. 29 октября 2007).

## Фильмография
- 2005 — Это всё цветочки — Денис Воскресенский
- 2007 — Любовь — не шоу-бизнес — похититель
- 2008 — Трасса М-8 — рыбак

## Дубляж и озвучивание

### Мультфильмы и мультсериалы
- 2005 — Роботы — Финеас Поршень[14]
- 2005 — Вокруг света за 80 дней (1972—1973) — Филеас Фогг (дубляж студии «Нота» для телеканала ТНТ)[15]
- 2007 — Всем хана! (2005) — Ви Ди Джонсон
- 2007 — 101 далматинец (1961) — Джаспер[16] (дубляж студии «Невафильм»)

### Компьютерные игры
- 2005 — Кофе-брейк. Перцы в офисе[17]
- 2005 — Адреналин. Экстрим-шоу[18]
- 2005 — Замочи всех людей! (Destroy All Humans!)[19]
- 2006 — Rat Hunter[20]